# 雪化粧
「雪化粧」（ゆきげしょう）は、テレサ・テンの日本での3枚目のシングル曲である。1974年10月21日にポリドール・レコード（レコード品番：DR 1900）からLP盤形式でリリースされた。また、テレサ自身によって、「冬之恋情」というタイトルで中国語版としてもカバーされた。

## 概要
山上路夫が作詞、猪俣公章が作曲、佐々木幸男がプロデューサー、武藤義がジャケット撮影を務めている。演奏はケニー・ウッド・オーケストラが担当。待てども来ない男に思った恋慕歌である。

## 収録曲
（全作詞：山上路夫、作曲：猪俣公章、編曲：森岡賢一郎）
1. 雪化粧 [3:40]
2. 遠くから愛をこめて [3:54]